# لی جونگ-هوا
لی جونگ-هوا (انگلیسی: Lee Jong-hwa؛ زادهٔ ۲۰ ژوئیهٔ ۱۹۶۳) بازیکن سابق و مربی فوتبال اهل کره جنوبی است.
از باشگاه‌هایی که در آن بازی کرده‌است می‌توان به باشگاه فوتبال اولسان هیوندای و باشگاه فوتبال سئونگنام اشاره کرد.
وی همچنین در تیم ملی فوتبال کره جنوبی بازی کرده‌است.